# Esecuzione forzata in forma specifica
In diritto con l'espressione esecuzione forzata in forma specifica si indica un particolare tipo di esecuzione forzata, allorquando il titolare del diritto che l'esecuzione stessa deve garantire abbia la necessità di ottenere una prestazione specifica che non possa essere sostituita con un adempimento alternativo.

## Tipologia
Esistono vari tipi di esecuzione in forma specifica:

### Esecuzione forzata per il rilascio o la consegna di beni immobili e/o mobili
I presupposti sono:
- occorre attendere lo scadere del termine utile per adempiere all'obbligo di restituzione-rilascio fissato nel precetto;
- il titolare del diritto chiama in causa l'ufficiale giudiziario (nel caso di consegna di cose mobili anche oralmente) e lo invita ad attivare la procedura di esecuzione forzata.

Il procedimento differisce a seconda della tipologia dei beni in oggetto:

#### Beni mobili
- l'ufficiale giudiziario si presenta anche senza preavviso ed intima il terzo di presentare i beni oggetto di esecuzione;
- ottenute materialmente le cose oggetto di esecuzione le riconsegna al proprietario (o ad un suo delegato);
- redige il processo verbale e lo deposita in cancelleria-.

#### Beni immobili
- l'ufficiale giudiziario deve dare un preavviso di almeno 10 gg.;
- il giorno prestabilito l'ufficiale si presenta presso l'immobile, usa tutti i suoi poteri (anche con le forze dell'ordine) per allontanare i soggetti che occupano l'immobile senza averne titolo;
- mette l'immobile nelle disponibilità del legittimo proprietario esecutante;
- ingiunge a tutti di riconoscere il nuovo proprietario;
- redige processo verbale e lo consegna in segreteria affinché il giudice disponga sulle spese.

### Esecuzione forzata di obblighi di fare, non fare
In questo caso il creditore dovrà necessariamente rivolgersi all'autorità giudiziaria:
- il titolare del credito di fare/non fare si rivolge al giudice depositando il titolo esecutivo ed il precetto;
- il giudice analizza la questione, decide come attivarsi per realizzare l'obbligo e nomina l'ufficiale giudiziario (che vigilerà sull'esecuzione) e le persone che devono attivarsi per eseguire la prestazione (ad esempio nominerà un'impresa edile se si tratta di demolire un fabbricato);
- i soggetti nominati eseguono la prestazione;
- il soggetto esecutante fornisce una lista di spese fatte per eseguire la prestazione;
- il giudice emette un decreto ingiuntivo nei confronti del debitore che quindi dovrà rifondere le spese sostenute dal creditore per pagare i soggetti nominati dal giudice che hanno eseguito la prestazione di fare/non fare per conto del debitore.

### Esecuzione di prestazioni infungibili o quando è necessaria la collaborazione del debitore
Riguarda l'esecuzione avente ad oggetto un particolare tipo di prestazioni, ove la persona del debitore sia insostituibile perché la prestazione è del tipo intuitu personae, cioè quando faccia riferimento alle caratteristiche specifiche di un dato soggetto, ad esempio se il titolo di credito prevede che un certo artista canti una canzone allora non è la stessa cosa che la canti un altro soggetto, per questo è necessario che la prestazione sia adempiuta necessariamente dal debitore.

## La legge 69/2009
Con la riforma operata dalla legge 18 giugno 2009 n. 69 è stata prevista una regola generale per questo tipo di prestazioni.
La norma prevede che il giudice, in sede di sentenza di condanna, su istanza di parte, possa decidere una somma di denaro che il debitore deve pagare per il ritardo o il mancato adempimento dell'obbligo contenuto nella sentenza stessa.
In sostanza il debitore deve pagare una sanzione pecuniaria al creditore se non rispetta l'obbligo contenuto nella sentenza di condanna.